# Синкариды
Синкариды (лат. Syncarida) — надотряд высших раков (Malacostraca). Обладают рядом примитивных черт, возможно, связанных с прогенетическим происхождением группы. Насчитывают около 300 современных видов, широко распространённых в пресных водоёмах (как правило, в грунтовых водах). В ископаемом состоянии известны начиная с карбона.

## Классификация
В составе надотряда выделяют два современных и один ископаемый отряд:
- Анаспидацеи (Anaspidacea Calman, 1904) — более 20 видов из Австралии, Новой Зеландии, Чили и Аргентины
  - Anaspididae Thomson, 1893
  - Koonungidae Sayce, 1908
  - Patagonaspididae Grosso & Peralta, 2002
  - Psammaspididae Schminke, 1974
  - Stygocarididae Noodt, 1963
- Батинеллиевые (Bathynellacea Chappuis, 1915) — около 260 видов, населяют все материки, кроме Антарктиды
  - Bathynellidae Grobben, 1904
  - Parabathynellidae Noodt, 1965
- † Palaeocaridacea Brooks, 1962 — 19 родов (с карбона по пермь), большинство находок лавразийские
  - † Minicarididae Schrem, 1984
  - † Acanthotelsonidae Meek & Worthen, 1865
  - † Palaeocarididae Meek & Worthen, 1865
  - † Squillitidae Schram & Schram, 1974